# Aldo De Vidal
Aldo De Vidal (Lorenzago di Cadore, 27 maggio 1912 – Lorenzago di Cadore, 26 novembre 2006) è stato un pittore italiano.
Aldo De Vidal dipinse per vocazione fin dall'adolescenza: negli anni quaranta conobbe il celeberrimo Emilio Vedova, e assieme a lui arricchì il proprio bagaglio tecnico e culturale.
In seguito fu presente in varie rassegne, ottenendo lusinghieri riconoscimenti: nel 1947 vinse il "Premio Auronzo" con Renato Guttuso, Remo Brindisi e Fiorenzo Tomea; l'anno dopo partecipò alla 24ª Biennale di Venezia, con un'opera intitolata "Suonatori di Chitarra"; alla fine degli anni 40, emigrato in Argentina, allestì una personale presso il Casinò di Mar del Plata. Fu inoltre promotore dei murales di Cibiana e, in qualità di affrescatore, ha in seguito lavorato a Roma.
Nel settore della grafica è stato autore di litografie, acqueforti e serigrafie: risalgono al 1976 la cartella "La danza dei caprioli", con testi di Mario Rigoni Stern; al 1976 la serie di incisioni "Omaggio a Tiziano", assieme a Magnolato, Zancanaro, Calabrò, Pregnolato, Murer e Zotti; nel 1980 ha fatto parte del gruppo "Grafici della stamperia Busato" con esposizioni in Veneto e al museo "Puskin" di Mosca.
Numerose anche le mostre personali, con significative presenze nelle più prestigiose sedi espositive a Roma, Cortina d'Ampezzo, Venezia.
Oltre ad essere pittore fu anche poeta.
È scomparso nel 2006 all'età di 94 anni.